# Metacaprella kennerlyi
Metacaprella kennerlyi är en kräftdjursart som först beskrevs av William Stimpson 1864.  Metacaprella kennerlyi ingår i släktet Metacaprella och familjen Caprellidae. Inga underarter finns listade i Catalogue of Life.